# Керженец (городской округ Семёновский)
Ке́рженец — посёлок в городском округе Семёновский Нижегородской области России.
Входит в состав административно-территориального образования Беласовский сельсовет.

## География
Посёлок Керженец находится на правом берегу реки Керженец.

## Население
| 2002 | 2010 |
| ---- | ---- |
| 941  | ↘892 |

## Транспорт
В посёлке расположена железнодорожная станция Керженец.